# Aeropuerto Chachoan - Ambato
El Aeropuerto Chachoan (IATA: ATF, OACI: SEAM) es un aeropuerto que sirve a Ambato, Tungurahua. 

## Facilidades
El aeropuerto está en una elevación de 2.591 metros (8,502 pies) sobre del nivel del mar. Solo tiene una pista de aterrizaje designada 01/19 con superficie de asfalto que mide 1,925 x 25 metros (6,316 x 82 pies).